# 圣加大肋纳的神秘婚姻 (菲利皮诺·利皮)
《圣加大肋纳的神秘婚姻》是意大利文艺复兴时期画家菲利皮诺·利皮的一幅油画，绘制于 1501 年,位于博洛尼亚的圣多明我会教堂  圣多明我圣殿的伊索拉尼小堂内。
这幅画描绘亚历山大的加大肋纳 的神秘婚姻场景，右侧是圣保禄和圣巴斯弟盎，左侧是圣伯多禄和圣若翰洗者。场景设置相当传统，但是从细节上可发现一些奇特的装饰，例如圣母宝座一角雕刻的哈耳庇厄，以及加大肋纳受刑的轮子。